# Prefettura apostolica di Robe
La prefettura apostolica di Robe (in latino: Praefectura Apostolica Robensis) è una sede della Chiesa cattolica in Etiopia. Nel 2022 contava 1.112 battezzati su 3.822.346 abitanti. È retta dal prefetto apostolico Angelo Antolini, O.F.M.Cap.

## Territorio
La prefettura apostolica comprende i seguenti territori in Etiopia: sei woreda (distretti) nella zona di Arussi Occidentale nella regione di Oromia, tredici woreda nella zona di Bale nella stessa regione di Oromia e sette woreda nella zona di Afder nella regione dei Somali.
Sede prefettizia è Robe, dove si trova la cattedrale dell'Emmanuele.
Il territorio è suddiviso in 6 parrocchie.

## Storia
La prefettura apostolica è stata eretta l'11 febbraio 2012 con la bolla Ad expeditius di papa Benedetto XVI, ricavandone il territorio dal vicariato apostolico di Meki.

## Cronotassi dei prefetti
Si omettono i periodi di sede vacante non superiori ai 2 anni o non storicamente accertati.
- Angelo Antolini, O.F.M.Cap., dall'11 febbraio 2012

## Statistiche
La prefettura apostolica nel 2022 su una popolazione di 3.822.346 persone contava 1.112 battezzati, corrispondenti allo 0,0% del totale.
| anno | popolazione | popolazione | popolazione | presbiteri | presbiteri | presbiteri | presbiteri                | diaconi | religiosi | religiosi | parrocchie |
| anno | battezzati  | totale      | %           | numero     | secolari   | regolari   | battezzati per presbitero | diaconi | uomini    | donne     | parrocchie |
| ---- | ----------- | ----------- | ----------- | ---------- | ---------- | ---------- | ------------------------- | ------- | --------- | --------- | ---------- |
| 2012 | 2.000       | 2.737.512   | 0,1         | 5          | 1          | 4          | 400                       |         |           | 13        | 4          |
| 2014 | 850         | 3.361.183   | 0,0         | 6          | 3          | 3          | 141                       |         | 4         | 7         | 4          |
| 2017 | 975         | 3.531.258   | 0,0         | 5          | 3          | 2          | 195                       |         | 3         | 8         | 5          |
| 2020 | 1.090       | 3.751.300   | 0,0         | 5          | 3          | 2          | 218                       |         | 3         | 11        | 6          |
| 2022 | 1.112       | 3.822.346   | 0,0         | 6          | 2          | 4          | 185                       |         | 4         | 12        | 6          |